# Osmoy-Saint-Valery
Pour les articles homonymes, voir Osmoy.
Osmoy-Saint-Valery est une commune française située dans le département de la Seine-Maritime en région Normandie.

## Géographie

### Localisation
La commune est traversée par l'avenue verte, itinéraire cyclable qui relie Paris à Londres.

### Hydrographie
La commune est située dans le bassin Seine-Normandie. Elle est drainée par l'Arques, le cours d'eau 02 de la commune d'Osmoy-Saint-Valery et divers autres petits cours d'eau,.
L'Arques, d'une longueur de 67 km, prend sa source dans la commune de Gaillefontaine, à une altitude de 204 m (le cours d'eau porte alors le nom de rivière de la Béthune) et se jette  dans la Manche à Dieppe, après avoir traversé 24 communes. 

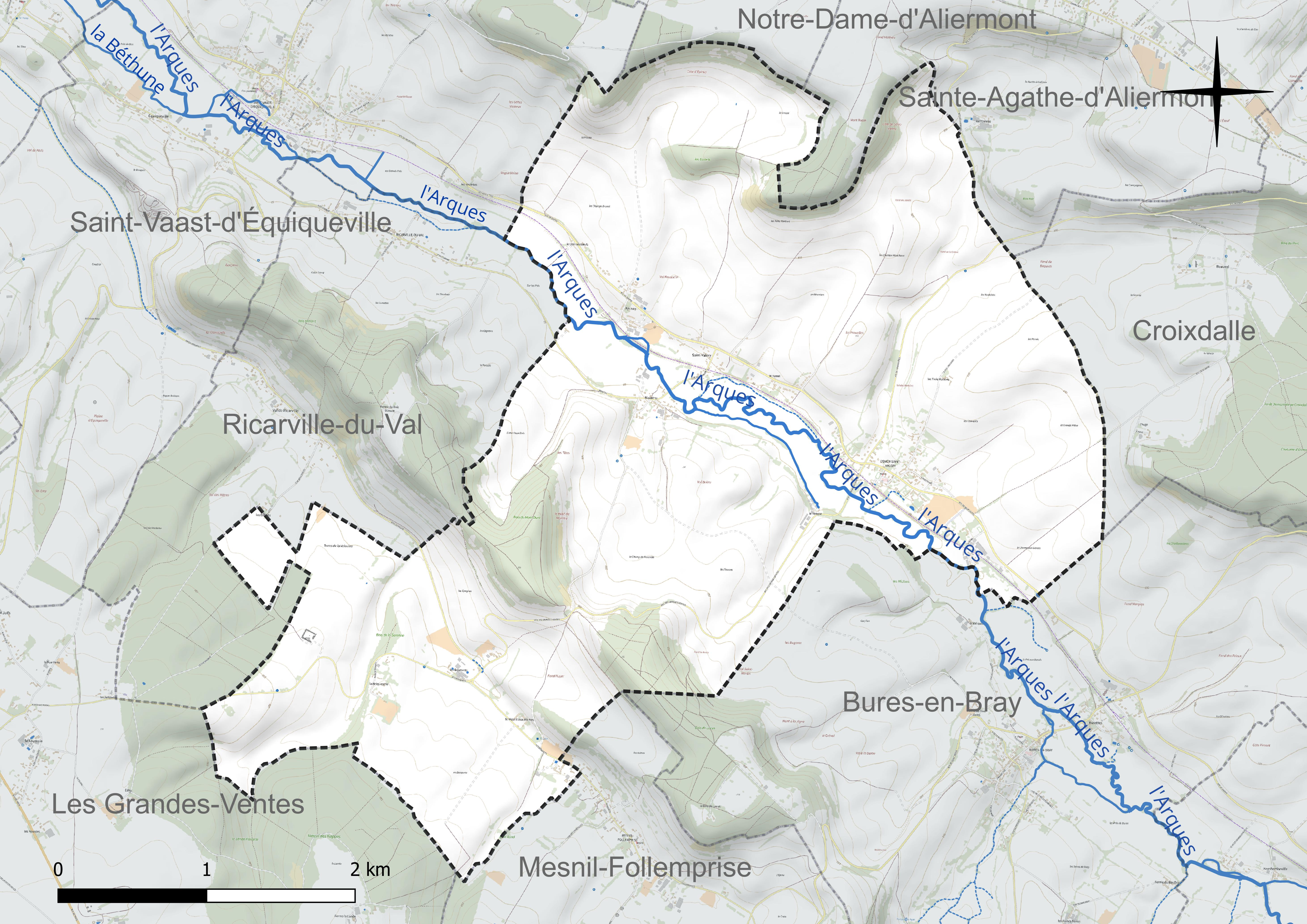
Réseau hydrographique d'Osmoy-Saint-Valery.

### Climat
Pour des articles plus généraux, voir Climat de la Normandie et Climat de la Seine-Maritime.
En 2010, le climat de la commune est de type climat océanique altéré, selon une étude du CNRS s'appuyant sur une série de données couvrant la période 1971-2000. En 2020, Météo-France publie une typologie des climats de la France métropolitaine dans laquelle la commune est exposée à un climat océanique et est dans la région climatique Côtes de la Manche orientale, caractérisée par un faible ensoleillement (1 550 h/an) ; forte humidité de l’air (plus de 20 h/jour avec humidité relative > 80 % en hiver), vents forts fréquents. Parallèlement le GIEC normand, un groupe régional d’experts sur le climat, différencie quant à lui, dans une étude de 2020, trois grands types de climats pour la région Normandie, nuancés à une échelle plus fine par les facteurs géographiques locaux. La commune est, selon ce zonage, exposée à un « climat maritime », correspondant au Pays de Caux, frais, humide et pluvieux, légèrement plus frais que dans le Cotentin.
Pour la période 1971-2000, la température annuelle moyenne est de 10,6 °C, avec une amplitude thermique annuelle de 13,9 °C. Le cumul annuel moyen de précipitations est de 846 mm, avec 12,6 jours de précipitations en janvier et 8,5 jours en juillet. Pour la période 1991-2020, la température moyenne annuelle observée sur la station météorologique la plus proche, située sur la commune de Bouelles à 16 km à vol d'oiseau, est de 10,7 °C et le cumul annuel moyen de précipitations est de 838,4 mm,. Pour l'avenir, les paramètres climatiques de la commune estimés pour 2050 selon différents scénarios d’émission de gaz à effet de serre sont consultables sur un site dédié publié par Météo-France en novembre 2022.

## Urbanisme

### Typologie
Au 1er janvier 2024, Osmoy-Saint-Valery est catégorisée commune rurale à habitat dispersé, selon la nouvelle grille communale de densité à sept niveaux définie par l'Insee en 2022.
Elle est située hors unité urbaine et hors attraction des villes,.

### Occupation des sols
L'occupation des sols de la commune, telle qu'elle ressort de la base de données européenne d’occupation biophysique des sols Corine Land Cover (CLC), est marquée par l'importance des territoires agricoles (89,7 % en 2018), une proportion sensiblement équivalente à celle de 1990 (90,3 %). La répartition détaillée en 2018 est la suivante : 
terres arables (65,6 %), prairies (21,2 %), forêts (8,1 %), zones agricoles hétérogènes (3 %), zones urbanisées (2,2 %). L'évolution de l’occupation des sols de la commune et de ses infrastructures peut être observée sur les différentes représentations cartographiques du territoire : la carte de Cassini (XVIIIe siècle), la carte d'état-major (1820-1866) et les cartes ou photos aériennes de l'IGN pour la période actuelle (1950 à aujourd'hui).

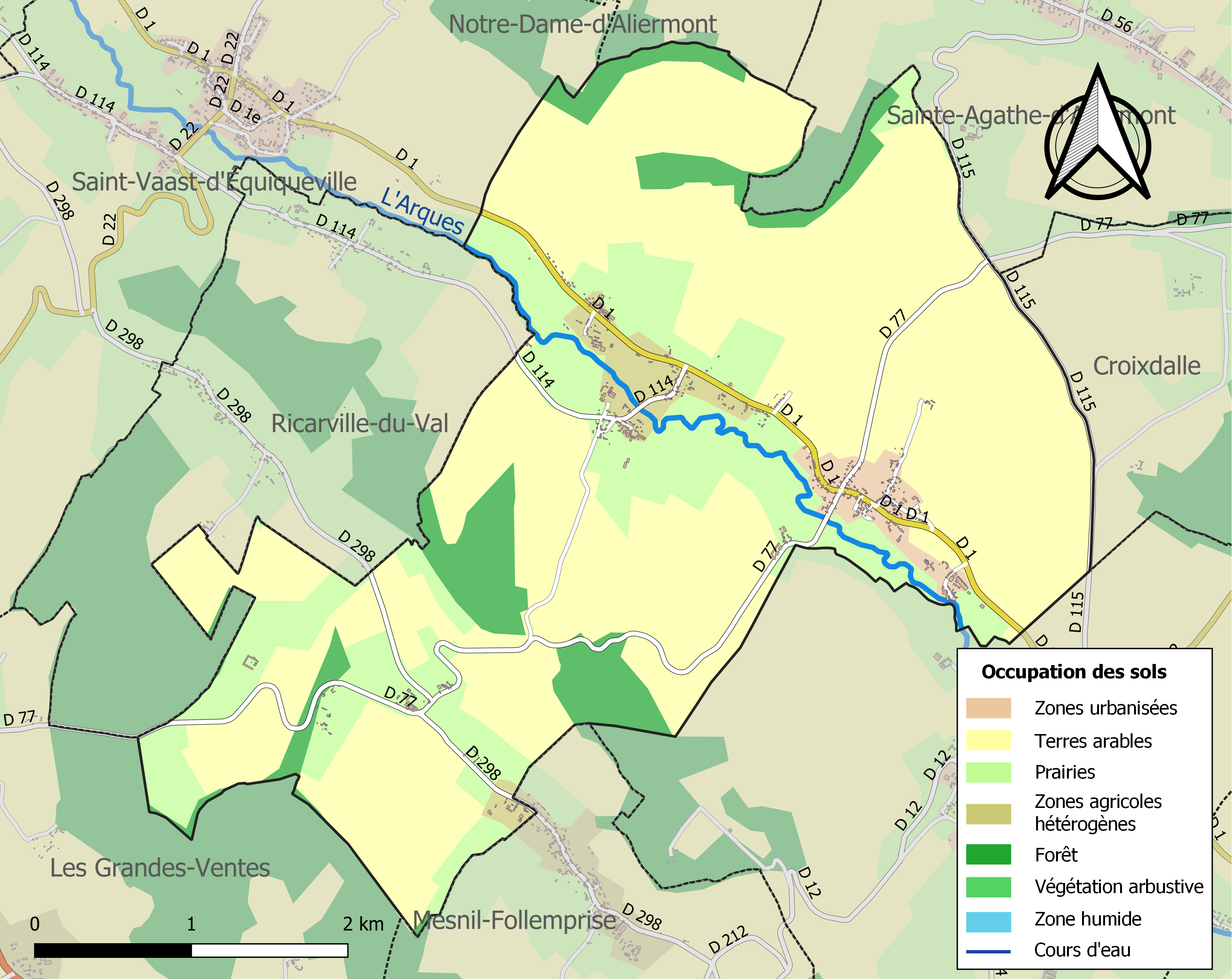
Carte des infrastructures et de l'occupation des sols de la commune en 2018 (CLC).

## Toponymie
Osmoy-Saint-Valery est issue de la réunion de trois communes effectuée en 1823 : Maintru, Osmoy et Saint-Valery-sous-Bures, la commune de Saint-Valery-sous-Bures ayant alors pris le nom d’Osmoy-Saint-Valery.
Osmoy est attesté sous la forme Ulmedis en 1025, Osmoy-Saint-Valery en 1928.
Saint-Valery est attesté sous les formes Saint Vallery sous Bures en 1793, Saint-Vallery et Saint-Valery-sous-Bures en 1801.

L'hagiotoponyme fait référence à Valery de Leuconay pour lequel Guillaume le Conquérant avait une grande vénération, il fit prélever une partie de ses reliques et les emporta dans différentes églises d’Angleterre. Il en déposa aussi en Normandie, dans ce lieu qui prit plus tard le nom de Saint-Valery-en-Caux. On peut voir aussi un gisant dans l’église Saint-Valery de Varengeville-sur-Mer.

## Histoire
L’église de Saint-Valery-sous-Bures a été détruite durant la Révolution française ; celle d'Osmoy devenant alors la principale et celle de Maintru servant depuis de chapelle secondaire (la cloche actuelle ayant été réalisée en 1812).

## Politique et administration
| Période                                  | Période                       | Identité                 | Étiquette | Qualité                                                              |
| ---------------------------------------- | ----------------------------- | ------------------------ | --------- | -------------------------------------------------------------------- |
| Les données manquantes sont à compléter. |                               |                          |           |                                                                      |
| mars 2001                                | mars 2008                     | Jean-Pierre Baillet      |           |                                                                      |
| mars 2008                                | octobre 2014                  | François Fihue           |           | Ancien président[Quand ?] de la Chambre d'agriculture Démissionnaire |
| décembre 2014                            | En cours (au 2 décembre 2020) | Mme Marie-José Bourgeois |           | Secrétaire de mairie Réélue pour le mandat 2020-2026                 |

## Démographie
L'évolution du nombre d'habitants est connue à travers les recensements de la population effectués dans la commune depuis 1793. Pour les communes de moins de 10 000 habitants, une enquête de recensement portant sur toute la population est réalisée tous les cinq ans, les populations de référence des années intermédiaires étant quant à elles estimées par interpolation ou extrapolation. Pour la commune, le premier recensement exhaustif entrant dans le cadre du nouveau dispositif a été réalisé en 2007.

En 2022, la commune comptait 313 habitants, en évolution de −6,29 % par rapport à 2016 (Seine-Maritime : +0,35 %, France hors Mayotte : +2,11 %).
| 1793 | 1800 | 1806 | 1821 | 1831 | 1836 | 1841 | 1846 | 1851 |
| ---- | ---- | ---- | ---- | ---- | ---- | ---- | ---- | ---- |
| 133  | 135  | 150  | 154  | 607  | 610  | 616  | 613  | 572  |

| 1856 | 1861 | 1866 | 1872 | 1876 | 1881 | 1886 | 1891 | 1896 |
| ---- | ---- | ---- | ---- | ---- | ---- | ---- | ---- | ---- |
| 542  | 526  | 504  | 464  | 505  | 520  | 477  | 486  | 478  |

| 1901 | 1906 | 1911 | 1921 | 1926 | 1931 | 1936 | 1946 | 1954 |
| ---- | ---- | ---- | ---- | ---- | ---- | ---- | ---- | ---- |
| 419  | 450  | 441  | 413  | 442  | 415  | 420  | 433  | 400  |

| 1962 | 1968 | 1975 | 1982 | 1990 | 1999 | 2006 | 2007 | 2012 |
| ---- | ---- | ---- | ---- | ---- | ---- | ---- | ---- | ---- |
| 360  | 324  | 332  | 293  | 299  | 310  | 328  | 331  | 336  |

| 2017 | 2022 | - | - | - | - | - | - | - |
| ---- | ---- | - | - | - | - | - | - | - |
| 324  | 313  | - | - | - | - | - | - | - |

## Culture locale et patrimoine

### Lieux et monuments

#### Monuments historiques
La commune compte trois monuments historiques :
- La gentilhommière située au 30 route de Dieppe ou ferme de la Valouine. Classée monument historique par arrêté du 11 février 1930[27], elle abrite aujourd'hui un verger de 2 500 pommiers à cidre et une cidrerie visitables[28].
- L'église Notre-Dame, édifiée au XIIe siècle, elle a été inscrite par arrêté du 19 juillet 1926[29].
- Les restes de la croix de cimetière de Saint-Valery-sous-Bures, datant du XVIe siècle, elle a été classée par arrêté du 20 juillet 1908[30].

#### Autres monuments
- La commune possède aussi sur son territoire la chapelle Notre-Dame-de-Pitié de Maintru datant du XIIIe siècle. Actuellement[Quand ?] en mauvais état, elle est à vendre[31].